# Stan (programari)
Stan és un llenguatge de programació probabilístic per a inferència estadística escrit en C++. El llenguatge Stan s'utilitza per especificar un model estadístic (bayesià) amb un programa imperatiu que calcula la funció de densitat de probabilitat logarítmica.
Stan té llicència sota la nova llicència BSD. Stan rep el seu nom en honor a Stanislaw Ulam, pioner del mètode Montecarlo.
Stan va ser creat per un equip de desenvolupament format per 34 membres que inclou Andrew Gelman, Bob Carpenter, Matt Hoffman i Daniel Lee.

## Interfícies
Es pot accedir al propi llenguatge Stan a través de diverses interfícies:
- CmdStan: un executable de línia d'ordres per a l'intèrpret d'ordres,
- CmdStanR i rstan - biblioteques de programari R,
- CmdStanPy i PyStan: biblioteques per al llenguatge de programació Python,
- CmdStan.rb - biblioteca per al llenguatge de programació Ruby,
- MatlabStan: integració amb l'entorn de computació numèrica MATLAB,
- Stan.jl: integració amb el llenguatge de programació Julia,
- StataStan: integració amb Stata.

A més, es proporcionen interfícies de nivell superior amb paquets que utilitzen Stan com a backend, principalment en llenguatge R :
- rstanarm proporciona un reemplaçament directe per als models freqüentistes proporcionats per la base R i lme4 utilitzant la sintaxi de la fórmula R;
- brms proporciona una àmplia gamma de models lineals i no lineals utilitzant la sintaxi de la fórmula R;
- profeta proporciona procediments automatitzats per a la previsió de sèries temporals.

## Algorismes
Stan implementa algorismes de la cadena de Màrkov Monte Carlo (MCMC) basats en gradients per a inferència bayesiana, mètodes bayesians variacionals estocàstics i basats en gradients per a inferència bayesiana aproximada i optimització basada en gradients per a l'estimació de màxima probabilitat penalitzada.
- Algoritmes MCMC:
  - Hamiltonià Montecarlo (HMC)
  - No-U-Turn sampler (NUTS), una variant de l'HMC i del motor MCMC predeterminat de Stan
- Algorismes d'inferència variacional:
  - Inferència variacional de diferenciació automàtica
- Algoritmes d'optimització:
  - BFGS de memòria limitada (algorisme d'optimització predeterminat de Stan)
  - Algorisme de Broyden–Fletcher–Goldfarb–Shanno
  - Aproximació de Laplace per a estimacions clàssiques d'error estàndard i posteriors bayesians aproximats